# Зандберг (Гронінген-Дренте)
Зандберг (нід. Zandberg) — село в нідерландській провінції Гронінген. Входить до муніципалітету Вестерволде. Частина населеного пункту розташована на території муніципалітету Боргер-Одорн провінції Дренте.
Його площа становить 0,90км², а населення станом на 2021 рік складало 55 осіб.